# Loix
Loix est une commune du Sud-Ouest de la France située sur la côte nord de l'île de Ré, dans le département de la Charente-Maritime, en région Nouvelle-Aquitaine.
Ses habitants sont appelés les Loidais et les Loidaises.

## Géographie

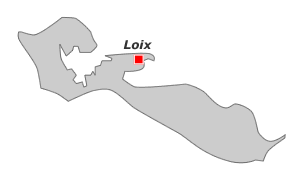
Situation de Loix sur l'île de Ré.

- Il s'agit du plus petit village et du plus petit port de l'île de Ré, sur 14 km de la côte nord de l'île au cœur des marais salants. Il forme une presqu’île dans l’île, bordée par le Fier d'Ars à l'ouest et la fosse de Loix à l'est. Seule une route, bordée de marais (et marais salants) gagnés sur la mer par endiguement, relie Loix au reste de l’île.
- Rivage bas, galets, baie et petite plage en forme d'anse au sud est (fosse de Loix).
- En mer, une tour (phare) : les Ilates.

## Urbanisme

### Typologie
Au 1er janvier 2024, Loix est catégorisée bourg rural, selon la nouvelle grille communale de densité à 7 niveaux définie par l'Insee en 2022.
Elle appartient à l'unité urbaine d'Ars-en-Ré, une agglomération intra-départementale dont elle est ville-centre,. La commune est en outre hors attraction des villes,.
La commune, bordée par l'océan Atlantique, est également une commune littorale au sens de la loi du 3 janvier 1986, dite loi littoral. Des dispositions spécifiques d’urbanisme s’y appliquent dès lors afin de préserver les espaces naturels, les sites, les paysages et l’équilibre écologique du littoral, tel le principe d'inconstructibilité, en dehors des espaces urbanisés, sur la bande littorale des 100 mètres, ou plus si le plan local d’urbanisme le prévoit.

### Occupation des sols
L'occupation des sols de la commune, telle qu'elle ressort de la base de données européenne d’occupation biophysique des sols Corine Land Cover (CLC), est marquée par l'importance des zones humides (54,7 % en 2018), une proportion sensiblement équivalente à celle de 1990 (54,1 %). La répartition détaillée en 2018 est la suivante : 
zones humides côtières (54,7 %), zones agricoles hétérogènes (23,7 %), zones urbanisées (15,1 %), prairies (6,5 %). L'évolution de l’occupation des sols de la commune et de ses infrastructures peut être observée sur les différentes représentations cartographiques du territoire : la carte de Cassini (XVIIIe siècle), la carte d'état-major (1820-1866) et les cartes ou photos aériennes de l'IGN pour la période actuelle (1950 à aujourd'hui).

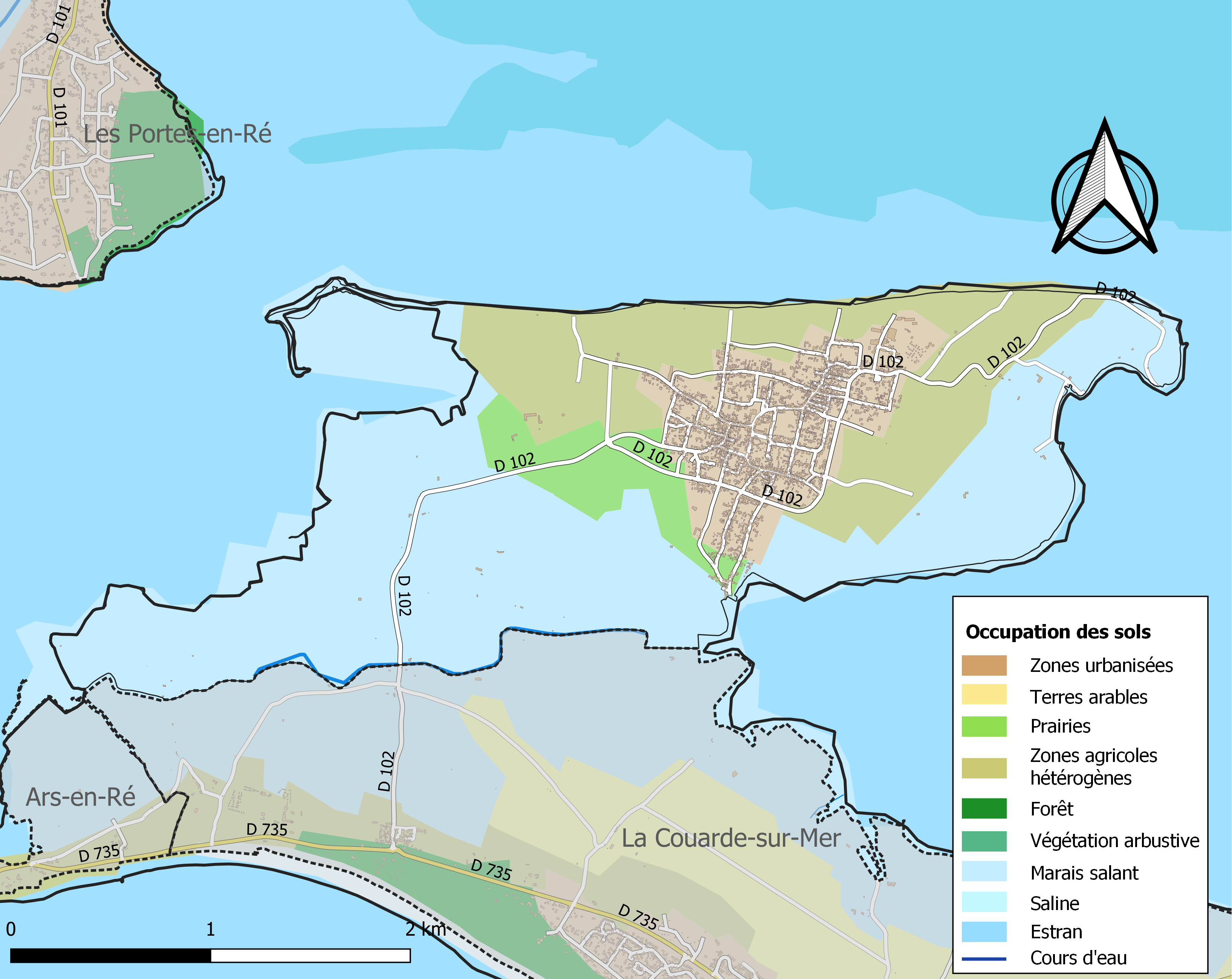
Carte des infrastructures et de l'occupation des sols de la commune en 2018 (CLC).

### Risques majeurs
Le territoire de la commune de Loix est vulnérable à différents aléas naturels : météorologiques (tempête, orage, neige, grand froid, canicule ou sécheresse), inondations, mouvements de terrains et séisme (sismicité modérée). Il est également exposé à un risque technologique, le transport de matières dangereuses. Un site publié par le BRGM permet d'évaluer simplement et rapidement les risques d'un bien localisé soit par son adresse soit par le numéro de sa parcelle.

#### Risques naturels
La commune fait partie du territoire à risques importants d'inondation (TRI) de La Rochelle-Île de Ré, regroupant 21 communes concernées par un risque de submersion marine de la zone côtière, un des 21 TRI qui ont été arrêtés fin 2012 sur le bassin Loire-Bretagne et confirmé en 2018 lors du second cycle de la Directive inondation. Les submersions marines les plus marquantes des XXe et XXIe siècles antérieures à 2019 sont celles liées à la tempête du 9 février 1924, à la tempête du 15 février 1957, aux tempêtes Lothar et Martin des 26 et 27 décembre 1999 et à la tempête Xynthia des 27 et 28 février 2010. Cette tempête a eu pour conséquence l’instauration de zones de solidarité, où les parcelles considérées comme trop dangereuses pour y maintenir des maisons pouvaient à terme être expropriées (Loix, La Flotte, Nieul-sur-Mer, La Rochelle,…). Des cartes des surfaces inondables ont été établies pour trois scénarios : fréquent (crue de temps de retour de 10 ans à 30 ans), moyen (temps de retour de 100 ans à 300 ans) et extrême (temps de retour de l'ordre de 1 000 ans, qui met en défaut tout système de protection),. La commune a été reconnue en état de catastrophe naturelle au titre des dommages causés par les inondations et coulées de boue survenues en 1982, 1999 et 2010,.

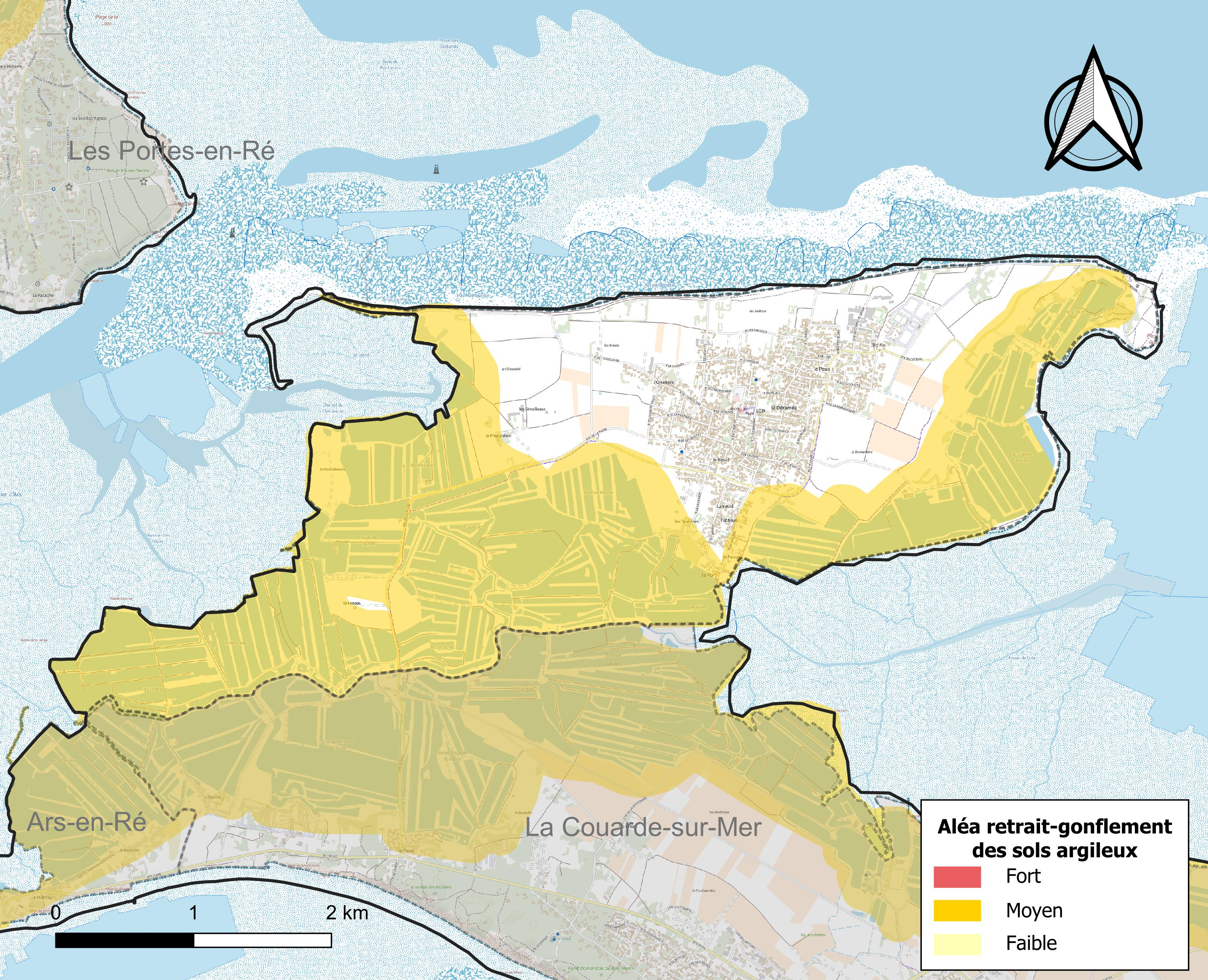
Carte des zones d'aléa retrait-gonflement des sols argileux de Loix.

Les mouvements de terrains susceptibles de se produire sur la commune sont des tassements différentiels.
Le retrait-gonflement des sols argileux est susceptible d'engendrer des dommages importants aux bâtiments en cas d’alternance de périodes de sécheresse et de pluie. 62,7 % de la superficie communale est en aléa moyen ou fort (54,2 % au niveau départemental et 48,5 % au niveau national). Sur les 1 114 bâtiments dénombrés sur la commune en 2019, 41 sont en aléa moyen ou fort, soit 4 %, à comparer aux 57 % au niveau départemental et 54 % au niveau national. Une cartographie de l'exposition du territoire national au retrait gonflement des sols argileux est disponible sur le site du BRGM,.
Par ailleurs, afin de mieux appréhender le risque d’affaissement de terrain, l'inventaire national des cavités souterraines permet de localiser celles situées sur la commune.
Concernant les mouvements de terrains, la commune a été reconnue en état de catastrophe naturelle au titre des dommages causés par des mouvements de terrain en 1999 et 2010.

#### Risques technologiques
Le risque de transport de matières dangereuses sur la commune est lié à sa traversée par une ou des infrastructures routières ou ferroviaires importantes ou la présence d'une canalisation de transport d'hydrocarbures. Un accident se produisant sur de telles infrastructures est susceptible d’avoir des effets graves sur les biens, les personnes ou l'environnement, selon la nature du matériau transporté. Des dispositions d’urbanisme peuvent être préconisées en conséquence.

## Toponymie
L'origine du nom de la commune paraît assez floue. Le nom existe cependant au moins depuis 1372:
Selon l'historien Louis-Étienne Arcère concernant la presqu’île, « Une Ordonnance de Charles V de l’an 1372, donne à cette Isle le nom de Loys ».
On peut cependant remarquer qu'en relation avec l'ancienne île sur laquelle la localité est implanté, elle a porté les noms de Loye (1684 et 1757) et Oye (1675).

## Histoire
En 1627 eut lieu un siège de l'île de Ré par les forces anglaises menées par le duc de Buckingham. C'est au lieu-dit du « Feneau » que le 8 novembre, se déroula la bataille du pont du Feneau, qui mit un terme à l'invasion anglaise. Le maréchal de Toiras, avec le régiment des Gardes françaises avec d'autres troupes royales, associé à la flotte de Louis XIII et de Richelieu, repoussèrent les forces de Buckingham, le contraignant à abandonner le siège de l'île et près de 6 000 hommes en perdition dans ses vases,.

## Administration

### Liste des maires
| Période                                  | Période  | Identité          | Étiquette | Qualité |
| ---------------------------------------- | -------- | ----------------- | --------- | --- |
| Les données manquantes sont à compléter. |          |                   |           | |
| 1983                                     | 1995     | Jean-René Girolet |           | |
| 1995                                     | En cours | Lionel Quillet    | DVD       | Chef d'entreprise Conseiller général puis départemental Président de la Communauté de communes de l'Île de Ré |

## Démographie

### Évolution démographique
L'évolution du nombre d'habitants est connue à travers les recensements de la population effectués dans la commune depuis 1793. Pour les communes de moins de 10 000 habitants, une enquête de recensement portant sur toute la population est réalisée tous les cinq ans, les populations de référence des années intermédiaires étant quant à elles estimées par interpolation ou extrapolation. Pour la commune, le premier recensement exhaustif entrant dans le cadre du nouveau dispositif a été réalisé en 2007.

En 2022, la commune comptait 742 habitants, en évolution de +3,78 % par rapport à 2016 (Charente-Maritime : +4,04 %, France hors Mayotte : +2,11 %).
| 1793  | 1800  | 1806  | 1821  | 1831  | 1836  | 1841  | 1846  | 1851  |
| ----- | ----- | ----- | ----- | ----- | ----- | ----- | ----- | ----- |
| 1 143 | 1 189 | 1 097 | 1 152 | 1 266 | 1 269 | 1 316 | 1 350 | 1 395 |

| 1856  | 1861  | 1866  | 1872  | 1876  | 1881  | 1886  | 1891 | 1896 |
| ----- | ----- | ----- | ----- | ----- | ----- | ----- | ---- | ---- |
| 1 349 | 1 288 | 1 204 | 1 112 | 1 015 | 1 031 | 1 024 | 993  | 957  |

| 1901 | 1906 | 1911 | 1921 | 1926 | 1931 | 1936 | 1946 | 1954 |
| ---- | ---- | ---- | ---- | ---- | ---- | ---- | ---- | ---- |
| 820  | 780  | 711  | 570  | 535  | 520  | 459  | 454  | 424  |

| 1962 | 1968 | 1975 | 1982 | 1990 | 1999 | 2006 | 2007 | 2012 |
| ---- | ---- | ---- | ---- | ---- | ---- | ---- | ---- | ---- |
| 439  | 439  | 470  | 433  | 561  | 619  | 703  | 715  | 674  |

| 2017 | 2022 | - | - | - | - | - | - | - |
| ---- | ---- | - | - | - | - | - | - | - |
| 729  | 742  | - | - | - | - | - | - | - |

## Économie
- Agriculture : pomme de terre (AOC), vignes, oliviers...
- Dans le village artisanal : une savonnerie, une fromagerie (chèvres) et l'Atelier Quillet, un atelier de restauration de documents anciens (livres, affiches, parchemins, cartes)[27] ; celui-ci, fondé en 1991, emploie quarante personnes en 2022 dont le travail s'effectue uniquement de façon manuelle[27] ; l'entreprise s'est vu décerner en 2010 le label Entreprise du patrimoine vivant (EPV)[27].
- Ostréiculture.
- Saliculture, au cœur des marais salants. Un écomusée explique l'histoire de l'or blanc qui faisait jadis la richesse de l'île avec plus de 30 000 tonnes en 1911. Il montre la vie et le savoir-faire des sauniers et l'ingénieux système d'alimentation des bassins. On comptait environ 1 500 sauniers il y a 100 ans, mais avec l’exploitation industrielle des salins du Midi de la France et malgré la création de la Coopérative des sauniers de l’île de Ré en 1942, dans les années soixante, ils ne sont plus qu’une cinquantaine. Depuis les années 1990, la politique de la Communauté de communes de l'Île de Ré permet à de jeunes sauniers de reprendre des marais abandonnés et de les moderniser ; les outils traditionnels, simoussi et souvron, côtoient la pelleteuse et les canalisations en PVC, mais la méthode reste identique. On compte actuellement une centaine de sauniers pour une production annuelle de 2 500 tonnes.
- Tourisme et hébergements : hôtel, un camping, locations saisonnières, chambres d'hôtes.

## Lieux et monuments
- La place de l'Église Sainte-Catherine.
- Le port, prospère à la grande époque du sel.
- Sur le port, le moulin à marée.
- La batterie du Grouin, appelée « le Fort du Grouin », a été bâtie 1742 ; elle a été dotée en 1861 d'un corps de garde défensif (type 1846 modèle 3) qui était équipé de quatre pièces d'artillerie. Ce fort est une propriété privée depuis 1948 et a été mis en vente en juin 2013[28].
- L'écomusée des Marais Salants.
- Les marais salants de Loix.
- La salle des fêtes, ancien couvent des Sœurs de la Sagesse.

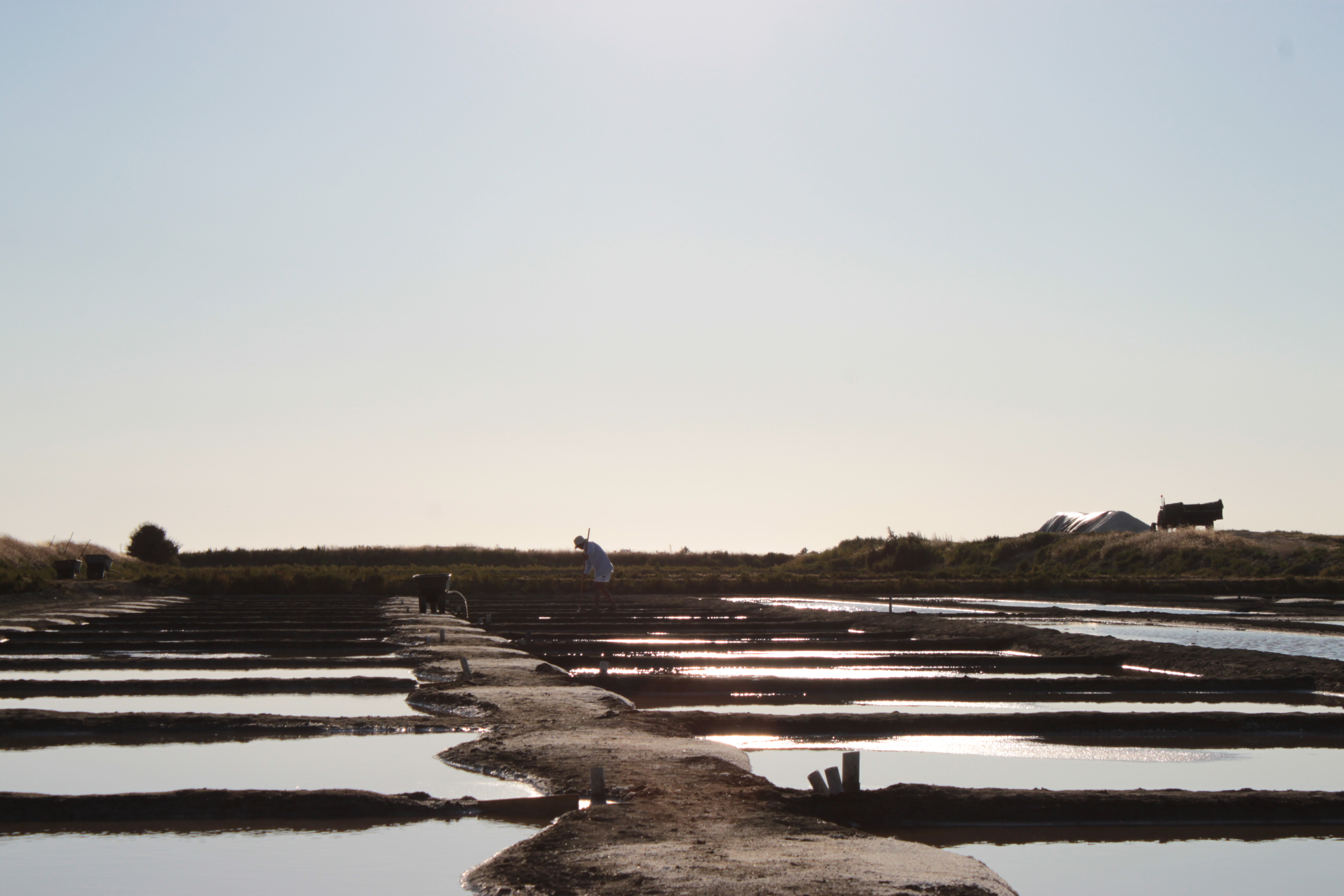
Cueillette vespérale de la fleur de sel.
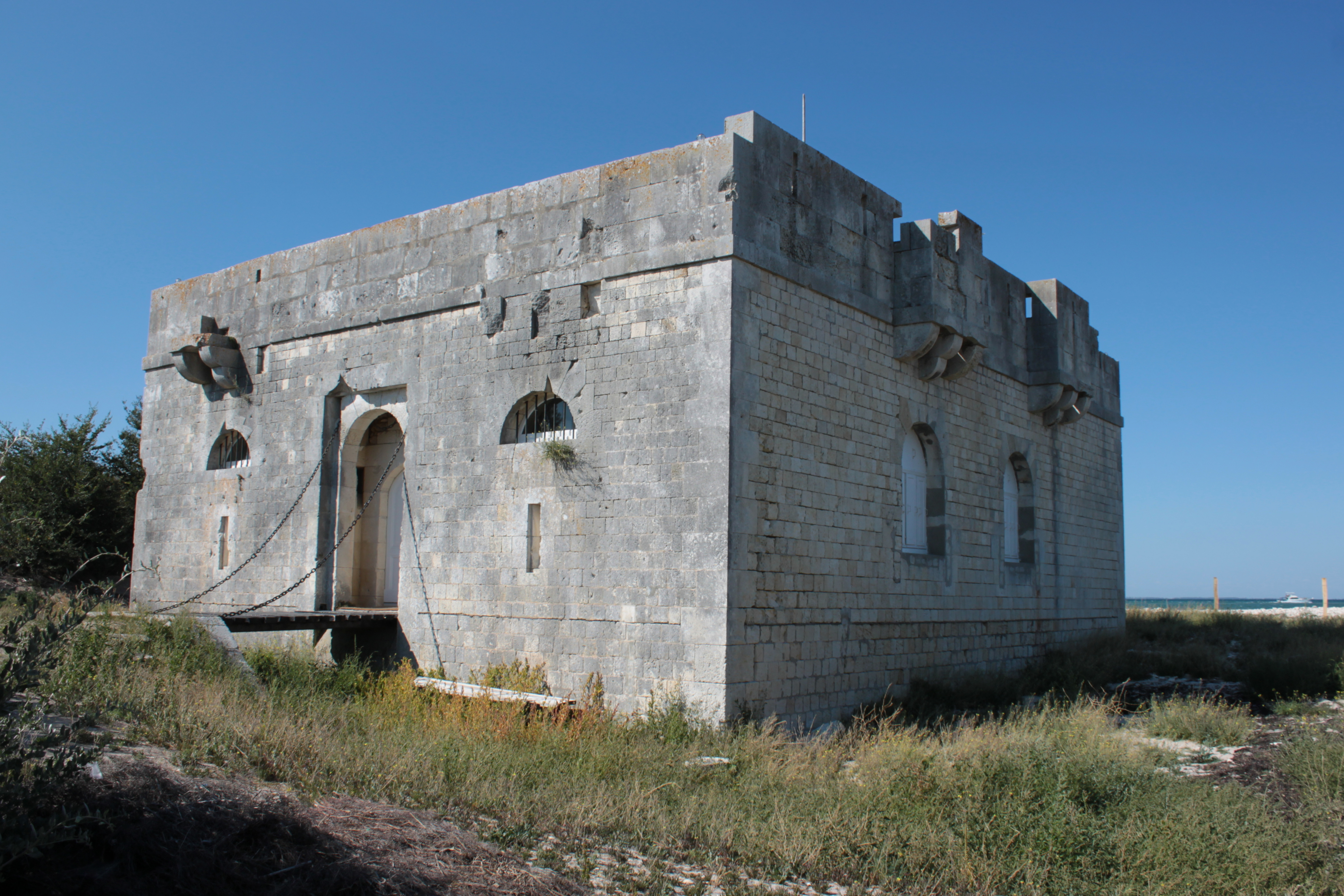
Fort du Grouin, façade sud-ouest.
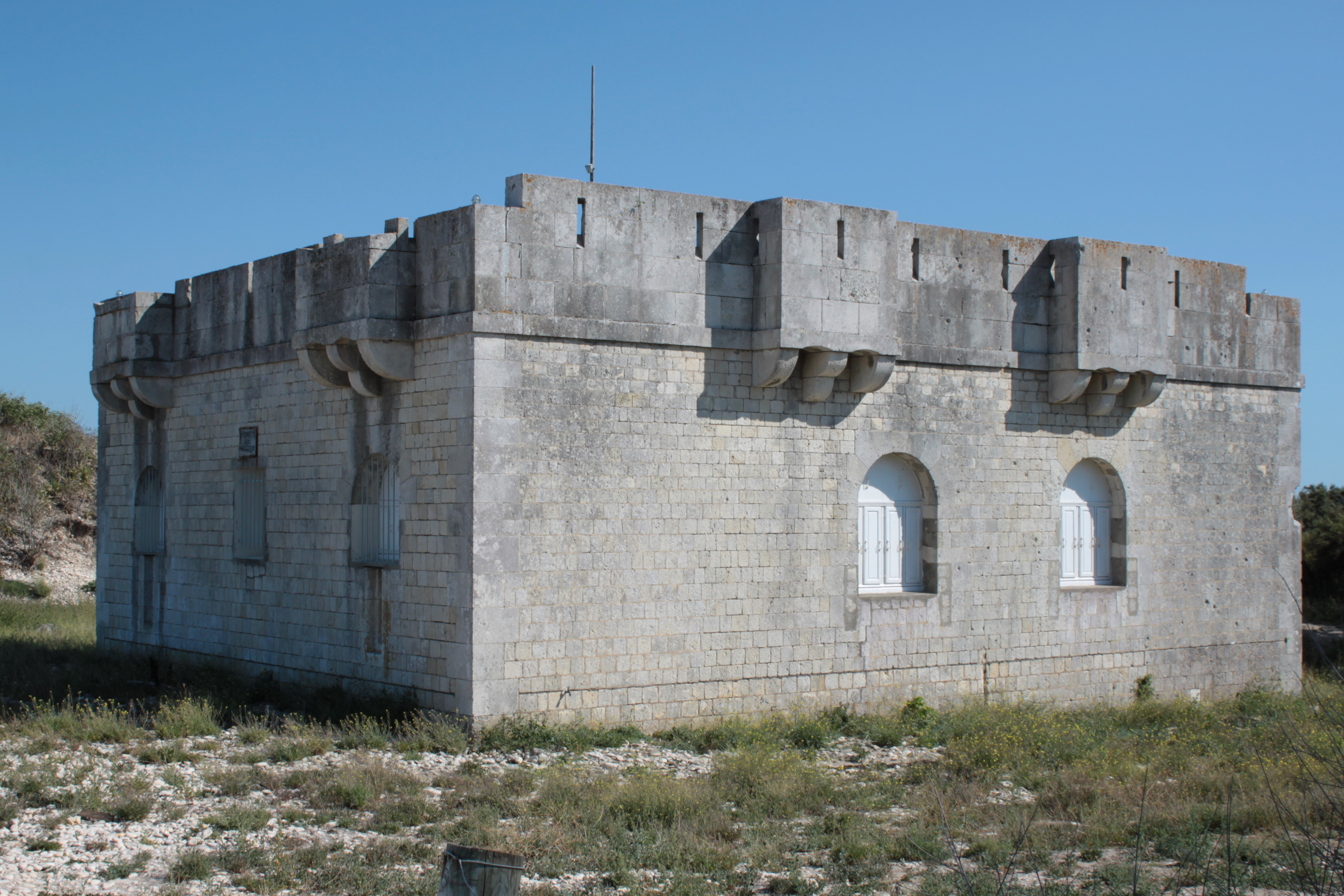
Fort du Grouin angle nord.
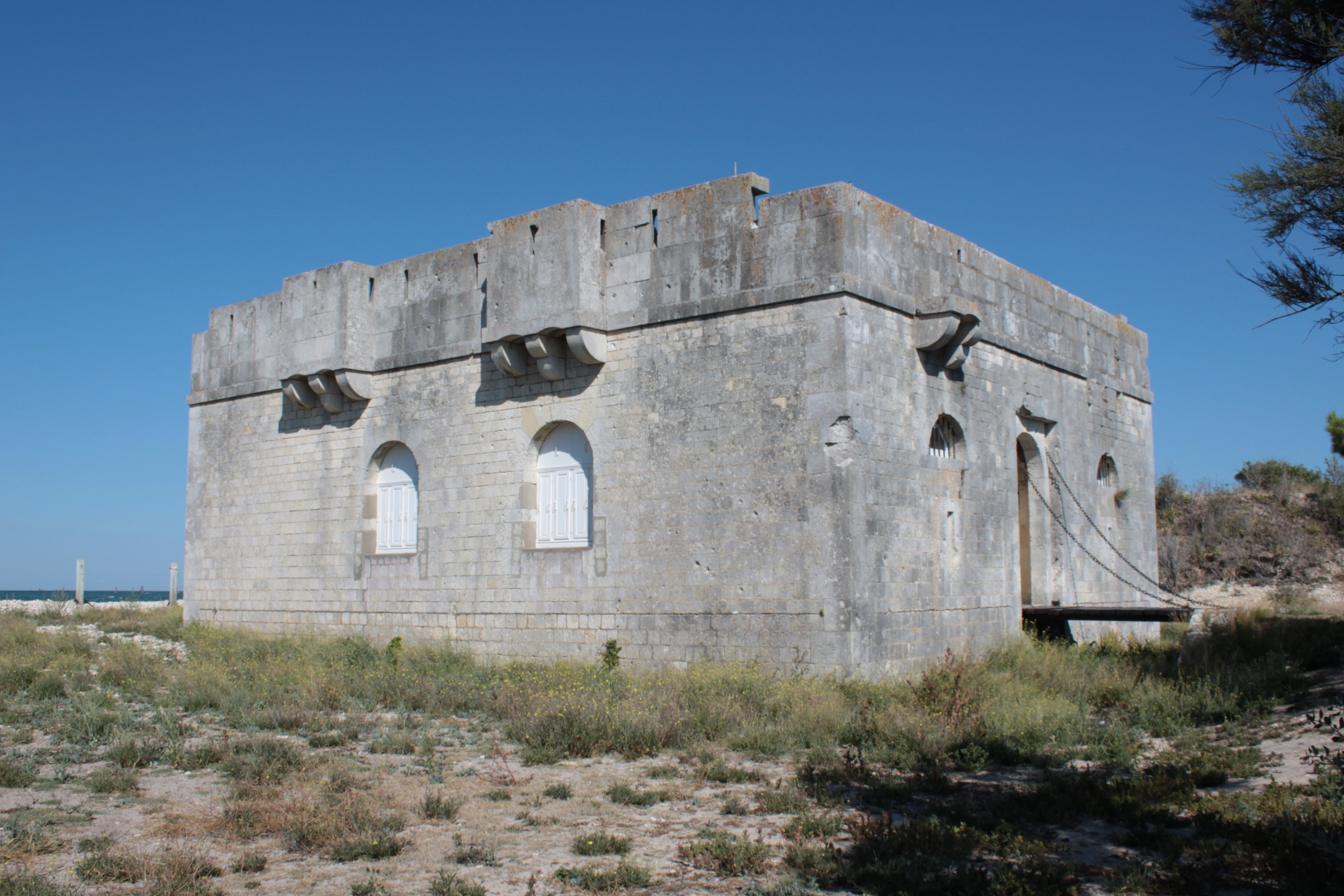
Fort du Grouin, pignon ouest.

## Personnalités liées à la commune
- L'amiral André Patou (1910-2006) y est enterré[29].
- Emile Hecq (1924-2009), artiste peintre, possédait depuis 1949 une résidence-atelier à Loix
- Patrick Bruel et Thierry Lhermitte se réfugient parfois dans leur maison familiale respective
- L'acteur Vincent Lindon y a longtemps passé ses vacances, dans une maison tout près du port.
- Le chanteur Jean-Jacques Goldman y a tourné le clip de Comme toi, devant l'Église Sainte-Catherine, en 1983[30].

## Galerie

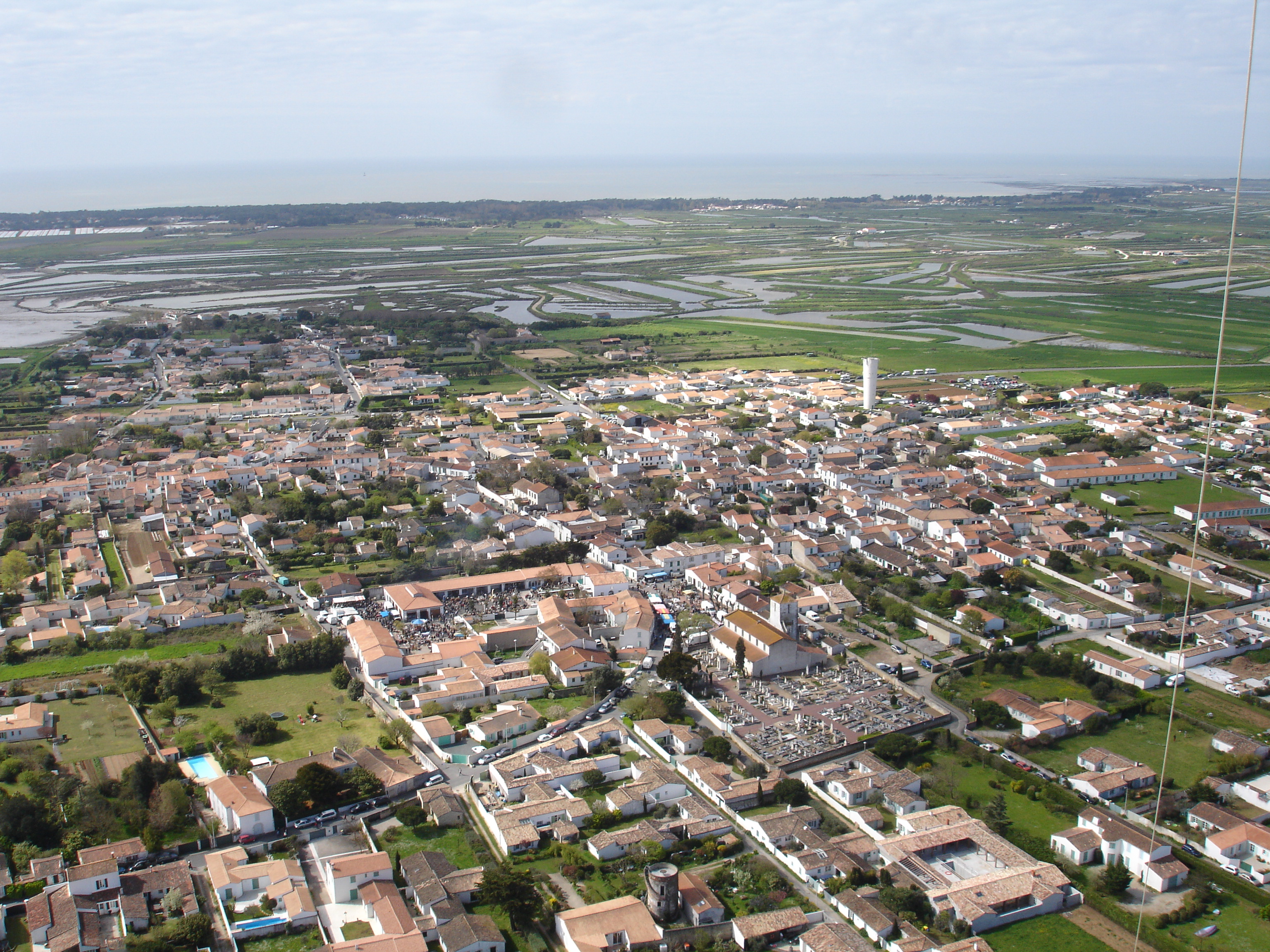
Vue aérienne du village.
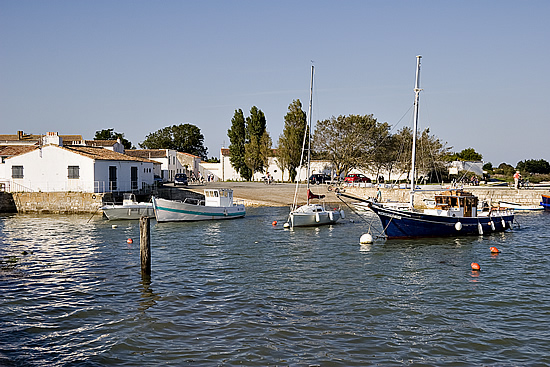
Le petit port de Loix.
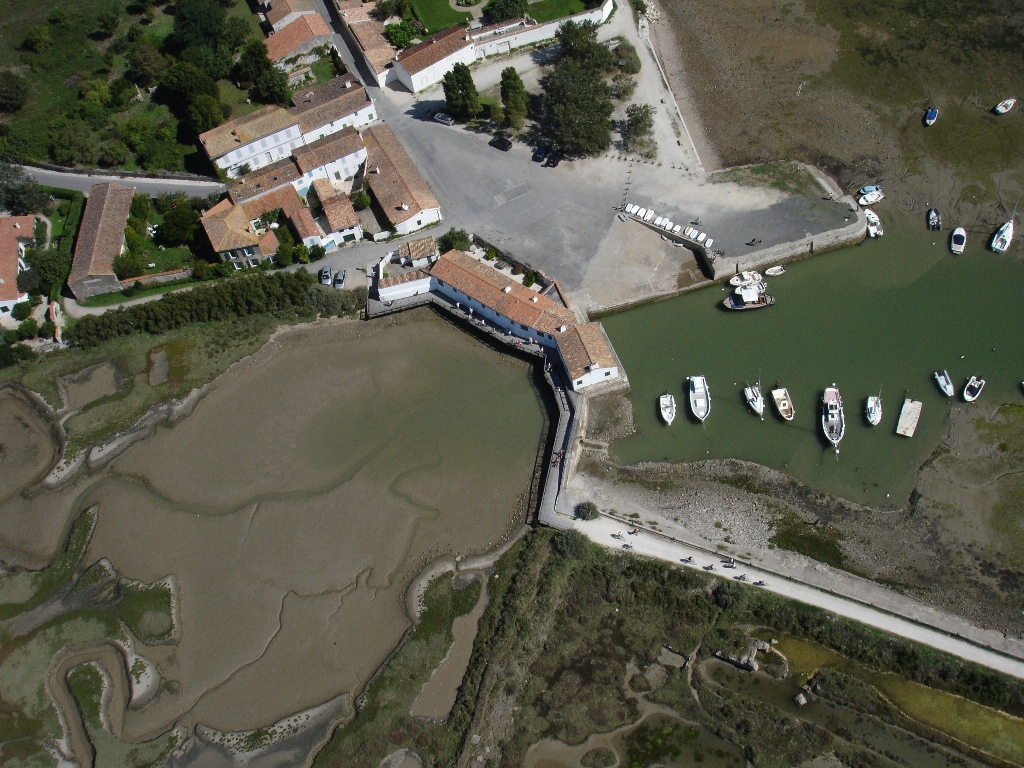
Vue aérienne du port de Loix et de son moulin à marée.
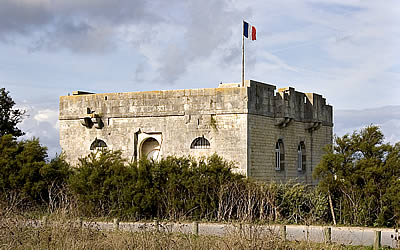
Le fort du Grouin[31].
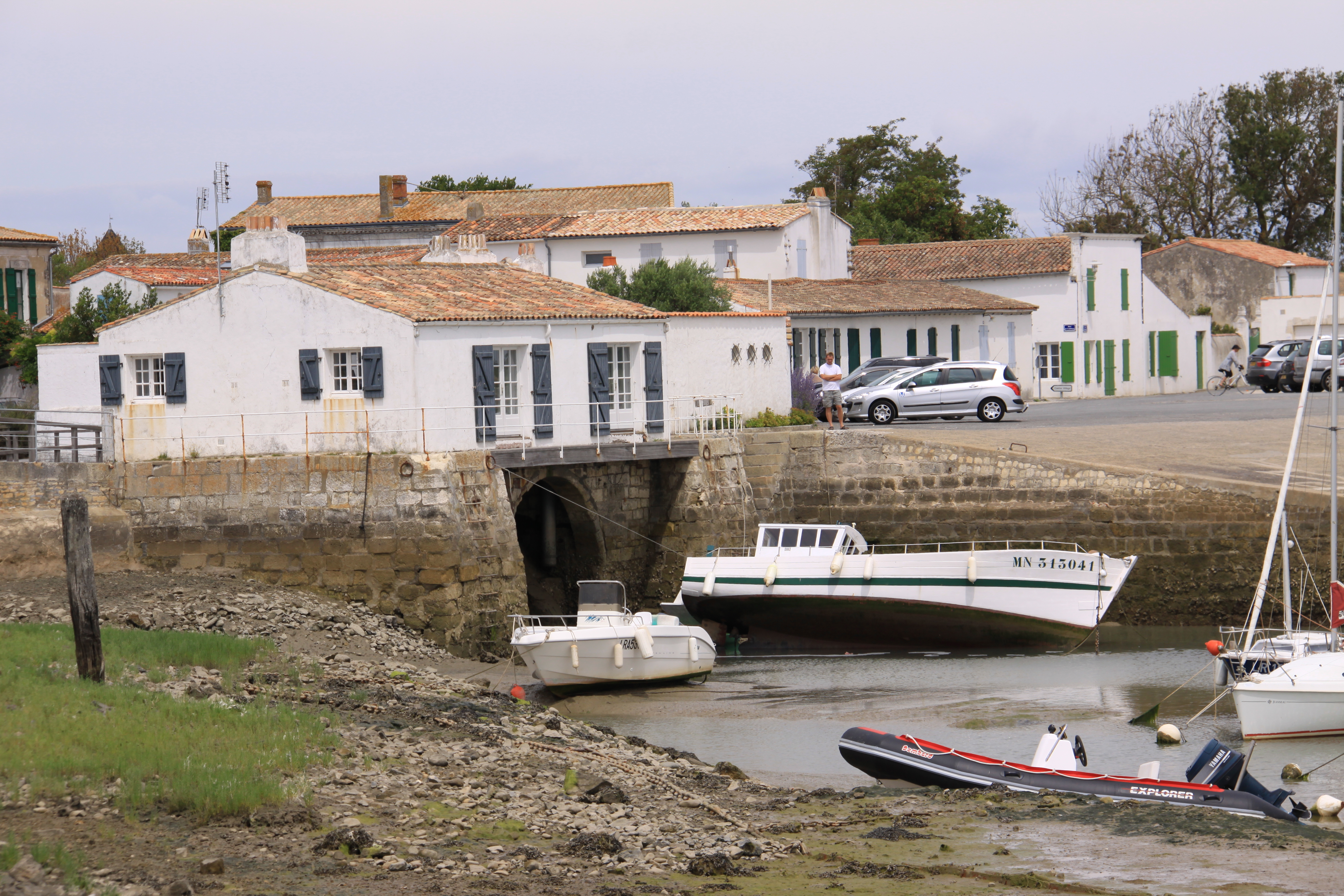
Le moulin à marée.
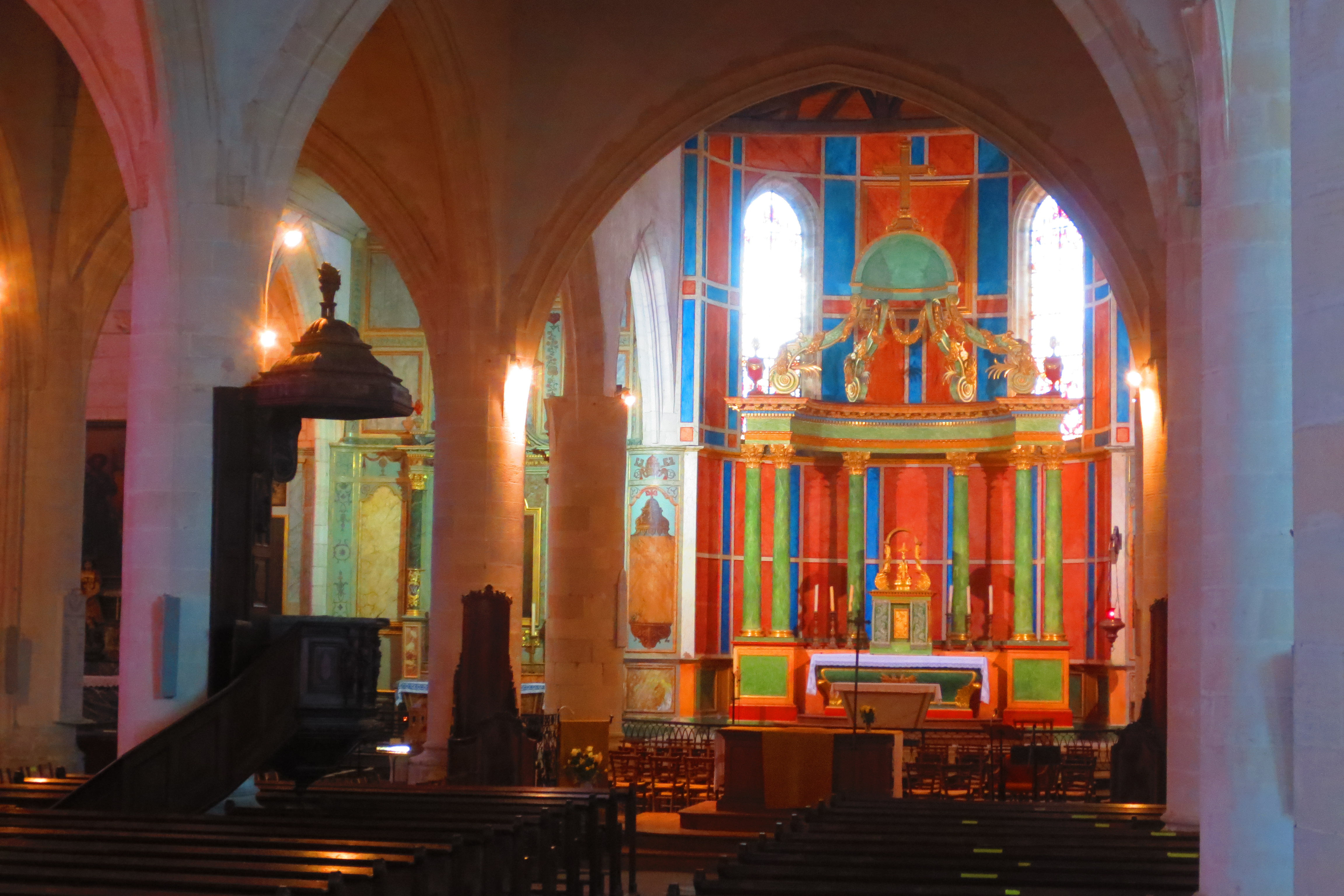
Intérieur de l'église Sainte-Catherine.